# Segelfluggelände Altfeld

i7
i11
i13
Das Segelfluggelände Altfeld liegt im Ortsteil Altfeld der Stadt Marktheidenfeld im Landkreis Main-Spessart in Bayern, etwa fünf Kilometer westlich des Zentrums von Marktheidenfeld.

## Flugbetrieb
Das Segelfluggelände ist mit einer 530 m langen und 30 m breiten Start- und Landebahn aus Gras und Asphalt (Breite des Asphaltstreifens: 9 m) ausgestattet (Richtung 10/28). Am Flugplatz findet Flugbetrieb mit Segelflugzeugen, Motorseglern, Ultraleichtflugzeugen sowie mit Schleppflugzeugen statt. Der Start von Segelflugzeugen erfolgt per Flugzeugschlepp. Der Halter und Betreiber des Segelfluggeländes ist der Flugsportclub Altfeld e. V. Der Verein wurde am 1. April 1973 gegründet.